# Копенгагенский лингвистический кружок
Копенга́генский лингвисти́ческий кружо́к (дат. Lingvistkredsen i København, фр. Cercle linguistique de Copenhague) — объединение датских лингвистов, включающее нескольких иностранных членов. Кружок основан в 1931 г. группой копенгагенских лингвистов во главе с Л. Ельмслевом и В. Брёндалем.
Другие названия этой школы: 
- Датский лингвистический кружок
- Датский структурализм
- Датская школа структурной лингвистики
- Глоссематика.

Школа возникла в 1928 г. Первоначально представители школы называли своё направление фонематикой. В 1935 г. на II Международном фонетическом конгрессе выступали с докладами по фонологии. Затем, чтобы показать свою независимость от Пражского лингвистического кружка, назвали направление глоссема́тикой (от греч. γλώσσημα, род. п. γλωσσήματος — слово).
С 1939 г. выходит журнал «Acta Linguistica Hafniensia» («Копенгагенские лингвистические труды»). С 1944 г. выходит также непериодическое издание «Travaux du Cercle linguistique de Copenhague» («Труды Копенгагенского лингвистического кружка»).

## Время функционирования, основные деятели, основные работы

### Основные деятели
- Луи Ельмслев (1899-1965) — основатель школы
- Ханс Йёрген Ульдалль (1907-1957)
- Вигго Брёндаль (1887-1942)
- Кнуд Тогебю

### Важнейшие работы
Луи Ельмслев
- Принципы всеобщей грамматики (1928).
- Категория падежа (La catégorie des cas, 1935—1937).
- Понятие управления (1939).
- Язык и речь (1942).
- Пролегомены к теории языка (1943).
- Метод структурного анализа в лингвистике.

Ханс Йёрген Ульдалль
- Основы глоссематики (1957).

Кнуд Тогебю
- Структурная лингвистика.

Виго Брендаль
- Структурная лингвистика (1939).

## Общетеоретические, лингвистические, философские основания глоссематики

### Особенности теории
- Эмпирический принцип. Научное описание должно удовлетворять трем условиям: непротиворечивости, полноты (т.е. должно охватывать все элементы без остатка) и простоты (число исходных элементов должно быть минимальным).
- Имманентность. Теория должна использовать только формальные определения, избегая реальных дефиниций, преобладающих в гуманитарных науках. Формальные определения не описывают объекты и не вскрывают их сути, а соотносят их с уже определенными объектами.
- Дедуктивный характер лингвистического анализа. Осуществление анализа сверху, от текста и доведение его до нечленимых далее элементов. Цель анализа: исследуя процесс (текст), получить знание о системе, которая лежит за этим текстом, составляет его основу. Это даст возможность строить любые теоретически возможные тексты на любом языке (даже еще не существующем).
- Панхрония. Главный интерес теории должен быть обращен к инвариантным чертам структуры, которая является вневременной сущностью. По отношению к структуре конкретные языки - всего лишь частные случаи её реализации.

### Основные идеи
- Язык понимается как структура. Глоссематика складывается как крайнее направление, строго формализованное в духе требований математики, логики, семиотики и философии неопозитивизма воззрения на язык.
- Четырехчленное деление речевой деятельности «схема — норма — узус — акт речи». Выделение в языке плана выражения и плана содержания с дальнейшим различением в них формы и субстанции.
- Язык как частный случай семиотических систем.

## Теоретическая и методологическая база школы
Опирается на следующие положения Соссюра:
- Различие языка и речи
- Структурная организация языка
- Язык — форма, а не субстанция
- Означающее и означаемое
- Особая роль понятия значимости
- Синхрония и диахрония.

## Достоинства датского структурализма
1. Копенгагенские структуралисты поставили целью построить простую и непротиворечивую теорию, применимую к любому языку, и добились в этом успеха.
2. Развили и углубили теорию Соссюра.
3. Подчеркнули важность дедуктивного подхода (до них господствовал индуктивизм). Показали, что наиболее объективной формой является исчисление.

## Недостатки датского структурализма
1. Слишком общий характер основных понятий, не учитывающий специфику языка.
2. Теории являлись теориями скорее семиотики, чем человеческого языка.
3. Теории справедливы и для неязыковых знаковых систем, следовательно, это общие семиотические теории, не позволяющие описывать естественные языки.